# Paweł z Krosna

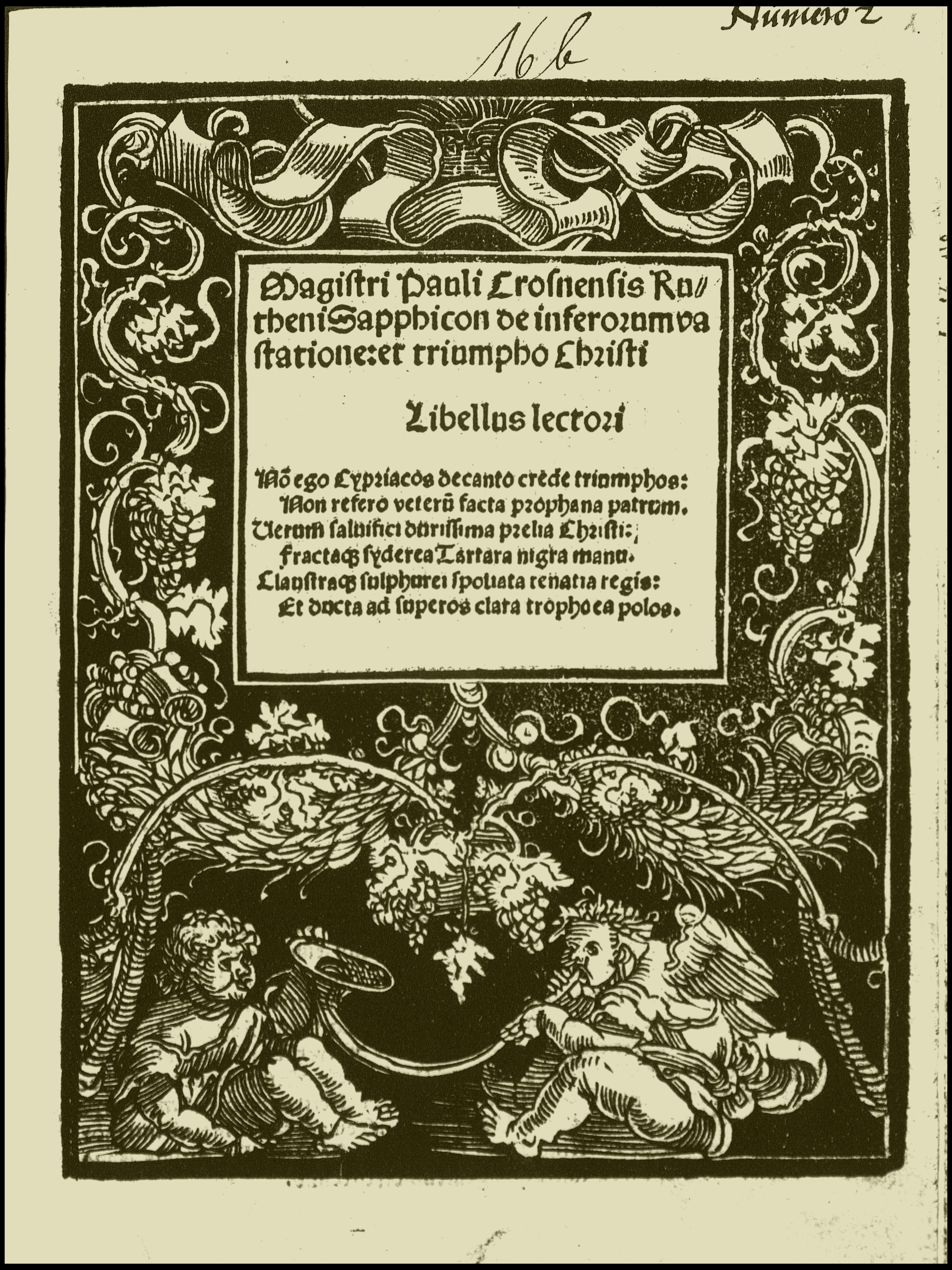
Sapphicon de inferorum vastatione et triumpho Christi, 1513

Paweł z Krosna, Paweł Krosneńczyk, Paweł Procler, Paweł Proceler, łac.: Paulus Crosnensis Ruthenus, Paulus Joannes De Crosno, Paulus Proczler Crosnensis Premisliensis (ur. ok. 1470–1474, zm. we wrześniu 1517 w Nowym Sączu) – profesor Uniwersytetu Krakowskiego, tłumacz, i filolog, polski poeta renesansowy piszący w języku łacińskim, pod pseudonimem Ruthenus, tłumacz pisarzy łacińskich, humanista.

## Życiorys
Pochodził z patrycjuszowskiej krośnieńskiej rodziny. Jego ojciec Jan Procler, w 1480 roku był burmistrzem Krosna, prokonsulem i radnym miejskim tego miasta. Paweł z Krosna był studentem Akademii Krakowskiej od 1491 oraz Uniwersytetu w Gryfii na Pomorzu. Tytuł bakałarza uzyskał 24 września 1499. W 1500 przybył Paweł z powrotem do Krakowa, gdzie na podstawie stopnia uzyskanego w Gryfii zapisano go do grona bakałarzów uniwersytetu krakowskiego. W 1506, za dziekanatu Michała z Wrocławia, uzyskał stopień mistrza nauk wyzwolonych. W latach 1507–1516 był wykładowcą literatury klasycznej i profesorem Akademii Krakowskiej. Nauczyciel, m.in.; Krzysztofa Suchtena, Jana Dantyszka i Jana z Wiślicy. Przebywał na dworze węgierskim Stefana Batorego – kanclerza Budy i tu napisał poemat o św. Władysławie królu Węgier. Poświęcił epitalamium w 1512 dedykowane Janowi Lubrańskiemu, biskupowi poznańskiemu, wysławiał zaślubiny królewskie Zygmunta Starego z Barbarą Zapolya. Stawał do turnieju poetyckiego z Andrzejem Krzyckim i swoim uczniem Janem Dantyszkiem (późniejszym biskupem warmińskim). W roku 1513 został Paweł z Krosna przyjęty do grona zarządzającego uniwersytetem krakowskim.

## Twórczość
Dawał on wyraz swojego patriotyzmu i przywiązania do Polski, w poemacie Victoria a Sigismundo rege a. 1514 e Moschis relata opiewając zwycięstwo Zygmunta I Starego pod Orszą i odniesione w 1514 nad Moskwą. W 1515 wydał w Krakowie swój nowy poemat Carmina..., ułożony z okazji wiedeńskiego zjazdu Habsburgów i Jagiellonów, który dedykował Krzysztofowi Szydłowieckiemu. Wyjechał do Wiednia, gdzie u Winterburgera nakładem Hieronima Wietora wydał zbór wierszy, a potem powrócił do Krakowa. Autor liryków, epigramów, utworów religijnych, panegiryków. Ponad 12 ksiąg zawierających tłumaczenia m.in. Lukana, Plauta, Liwiusza, Wergiliusza i Owidiusza i około czterech tysięcy wierszy. 
W 1935 ukazała się książka Piotra Krukierka Paweł z Krosna na tle epoki, ale dopiero kilkanaście lat temu postać krośnianina doczekała się niemal pełnej, naukowej i obszernej monografii autorstwa Alberta Gorzkowskiego. 

### Ważniejsze utwory
- Panegyrici ad divum Ladislaum... et sanctum Stanislaum... et pleraque alia connexa carmina, Wiedeń 1509, drukarnia Hieronim de Libenthal, wyd. osobne: Panegyrici ad divum Stanislaum..., Kraków 1522, drukarnia F. Ungler w oficynie J. Hallera; przekł. polski: J. Smereka: fragmenty w art. "Najstarsi polscy poeci łacińscy w dobie humanizmu", Przegląd Humanistyczny 1931; J. Smereka Ad divum Stanislaum i Ad libellum, wyd. przy: J. Krukierek Paweł z Krosna na tle swej epoki, Krosno 1935; fragmenty przedr. M. Plezia "Najstarsza poezja polsko-łacińska (do połowy XVI wieku)", Wrocław 1952, Biblioteka Narodowa, seria I, nr 141; J. Harhala "In natalem Christianum", Przegląd Klasyczny 1938, zeszyt 10
- Epithalamion... Sigismundi regis Poloniae nobilissimaeque Barbare, Kraków 1512, drukarnia F. Ungler
- Sapphicon de inferorum vastatione et triumpho Christi (według Estreichera: Kraków ok. 1513; B. Kruczkiewicz, M. Jezienicki i G. Korbut pierwszą edycję dat. Kraków 1512), drukarnia F. Ungler; wyd. następne wraz z utworami innych poetów w zbiorze Poenitentiarius de confessione..., Kraków 1514, drukarnia F. Ungler, (tu także Pawła z Krosna: Hymnus in diem Paschalem; Oratio dominica – in carmen translata; Ave Maria; Salve Regina); przekł.: Oratio dominica – tłum.: I. Kardasz, wyd. przy J. Krukierek Paweł z Krosna na tle swej epoki, Krosno 1935; J. H. Niedziela 1949, nr 24; w rękopisie Biblioteki Uniwersytetu Wrocławskiego, sygn. IV. F. 36 U. 98v.-101v. tekst odmienny pt. Hymnus, sive carmen sapphicum in diem paschalem de inferorum vastatione; różnice zestawił M. Jezienicki "Uwagi krytyczne...", Muzeum 1888 i odb.; M. Jezienicki "O rękopisie...", Archiwum do Dziejów Literatury i Oświaty w Polsce, t. 9 (1897) i odb. Kraków 1896
- In reditum... Sigismundi regis Poloniae, Kraków 1514, drukarnia F. Ungler, (utwór nieznany, wzmiankowany przez J. D. A. Janockiego)
- Carmina... de felicissimo reditu ex Vienna austriaca... Sigismundi regis Poloniae, Kraków 1515, drukarnia F. Ungler, (tu: In reditum; Exhortatio ad laetitiam et plausum; Salutatorium ad eundem regem; Epigramma in isignia Schitlowicia); przedr. A. Gryczowa "Wokół kongresu wiedeńskiego. Nieznany utwór Pawła z Krosna", Pamiętnik Literacki, rocznik 42 (1951) i odb.; przekł. polski: J. Łanowski przy przedr. A. Gryczowej "Wokół kongresu wiedeńskiego..."; In reditum tłum. E. Jędrkiewicz, wyd. A. Jelicz Antologia poezji polsko-łacińskiej 1470-1543, Warszawa 1956; unikat Biblioteka Miejska w Gdańsku
- Elegiacum... ad divam Virginem Mariam, wyd. razem z poematem Macariusa Mutiusa Heroicum... de triumpho Christi, Kraków 1515, drukarnia F. Ungler
- Elegia... ad Joannem Vislicensem, wyd. przy Jana z Wiślicy Bellum Prutenum, Kraków 1516, drukarnia J. Haller; przekł.: J. Smereka "Jana z Wiślicy Wojna pruska", Lwów 1932, Zbiór Pisarzy Polsko-łacińskich, t. 1; przedr. M. Plezia "Najstarsza poezja polsko-łacińska do połowy XVI wieku" (z poprawkami), Wrocław 1952, Biblioteka Narodowa, seria I, nr 141; I. Kardasz, wyd. przy J. Krukierek Paweł z Krosna na tle swej epoki, Krosno 1935
- De nuptiis Sigismundi regis Poloniae et Bonae... carmen, Kraków 1518, drukarnia J. Haller, (ze względu na datę śmierci 1517, autorstwo Pawła z Krosna niekiedy kwestionowano)
- 7 traktatów prozą i 22 utwory poetyckie, przeważnie niewydane rękopisy Biblioteki Uniwersytetu Wrocławskiego, sygn. IV. F. 36; zawartość podał M. Jezienicki "O rękopisie...", Archiwum do Dziejów Literatury i Oświaty w Polsce, t. 9 (1897) i odb. Kraków 1896; przekł. polskie pojedynczych utworów: J. Sękowski Meander 1954, nr 9/10; E. Jędrkiewicz, wyd. A. Jelicz Antologia poezji polsko-łacińskiej 1470-1543, Warszawa 1956; unikat Biblioteka Miejska w Gdańsku

### Wydania zbiorowe
- Pauli Crosnensis Rutheni atque Joannis Vislicensis Carmina, wyd. B. Kruczkiewicz, Kraków 1887, Corpus Antiquissimorum Poetarum Poloniae Latinorum, t. 2
- Carmina, wyd. M. Cytowska, Warszawa 1962, Bibl. Latina Medii et Recentioris Aevi, t. 8

### Prace edytorskie
- F. Persjusz Satyrici opusculum, Kraków 1508, drukarnia J. Haller, (tu dołączone 2 wiersze wydawcy, wiersz pt. Ad pubem Cracoviensem... carmen phalecium endecasyllabum – wyd. z rękopisu wrocławskiego S. Skimina "Persjusz w Polsce", Toruń 1952, Towarzystwo Naukowe w Toruniu. Prace Wydziału Filologiczno-Filozoficznego, t. 4, zeszyt 1)
- Joannis Pannonii episcopi Quinque ecclesiarum, poetae et oratoris clarissimi, Panegyricus in laudem Baptistae Guarini Veronensis, Wiedeń 1512, drukarnia H. Wietor i J. Sigrenius
- L. Seneca Tragoedia... Troas, Wiedeń 1513, drukarnia H. Wietor i J. Sigrenius, (z dołączonym wierszem wydawcy; przekł. polski tegoż wiersza: E. Jędrkiewicz, wyd. A. Jelicz Antologia poezji polsko-łacińskiej 1470-1543, Warszawa 1956; unikat Biblioteka Miejska w Gdańsku
- L. Seneca Tragoedia... Thyestes, Wiedeń 1513, drukarnia H. Wietor i J. Sigrenius